# Distretto di Baijiantan
Il distretto di Baijiantan (白碱滩区S, Báijiǎntān QūP) è un distretto della Cina, situato nella regione autonoma di Xinjiang e amministrato dalla prefettura di Karamay.